# 70000 (număr)
70000 (șaptezeci de mii) este numărul natural care urmează după 69999 și precede pe 70001 într-un șir crescător de numere naturale.

## În matematică
70000:
- Este un număr par.[1][2]
- Este un număr compus.[3]
- Este un număr abundent.[4][5]
- Este un număr Harshad.[6][7]
- Este un număr rotund.[8][9]

- Este valoarea indicatorului lui Euler pentru F25.[10]

## În știință

### În astronomie
- 70000 este un asteroid din centura principală.

## În alte domenii
70000 se poate referi la:
- Depozitul la CEC în lei înainte de 1989 pentru cumpărarea unei Dacia 1300.[11]